# Nezumia namatahi
Nezumia namatahi es una especie de pez de la familia Macrouridae en el orden de los Gadiformes.

## Morfología
• Los machos pueden llegar alcanzar los 35 cm de longitud total.

## Hábitat
Es un pez de aguas profundas que vive entre 1.250-1.300 m de profundidad.

## Distribución geográfica
Se encuentra en Australia (Nueva Gales del Sur) y Nueva Zelanda.